# Dave Haynie

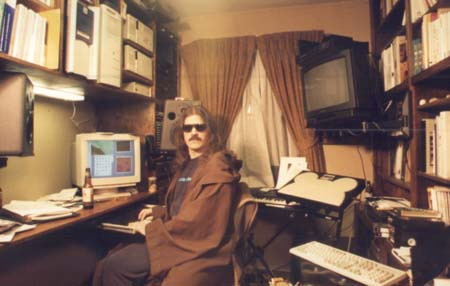
Dave Haynie

Dave Haynie es un ingeniero informático americano, ingeniero jefe de Commodore International.

## Comienzos
Dave, David Bruce Haynie, nació el 23 de mayo de 1961, en Summit_(Nueva_Jersey), Estados Unidos.

## Carrera
Empezó a trabajar en el Commodore en 1983 como ingeniero, con Bil Herd. Su primer proyecto consistió en ayudar a la compresión Plus/4 de sistemas TED, C16 y demás. Tras terminar la Commodore 128, Bil Herd se marchó de la empresa y Dave Haynie se convirtió en el jefe de la misma. Tras la compra de Amiga, Dave Haynie se dedicó a la creación de un equipo expansible, A2000. Más tarde se unió con Bob Welland para desarrollar el módulo CPU A2620, lanzando A2630 un año después. Esto pasó a ser A2500/20 (1989) y A2500/30 (1989).
En 1989 empezó a diseñar el bus de expansión Zorro III y en 1990, con Greg Berlin, Hedley Davis, Jeff Boyer y Scott Hood, creó Amiga 3000.